# Seleção Búlgara de Rugby Union
A Seleção Búlgara de Rugby Union é a equipe que representa a Bulgária em competições internacionais de Rugby Union. 

## Ligações Externas
- http://rugbydata.com/bulgaria